# Baldet (cratère martien)
Pour les articles homonymes, voir Baldet.

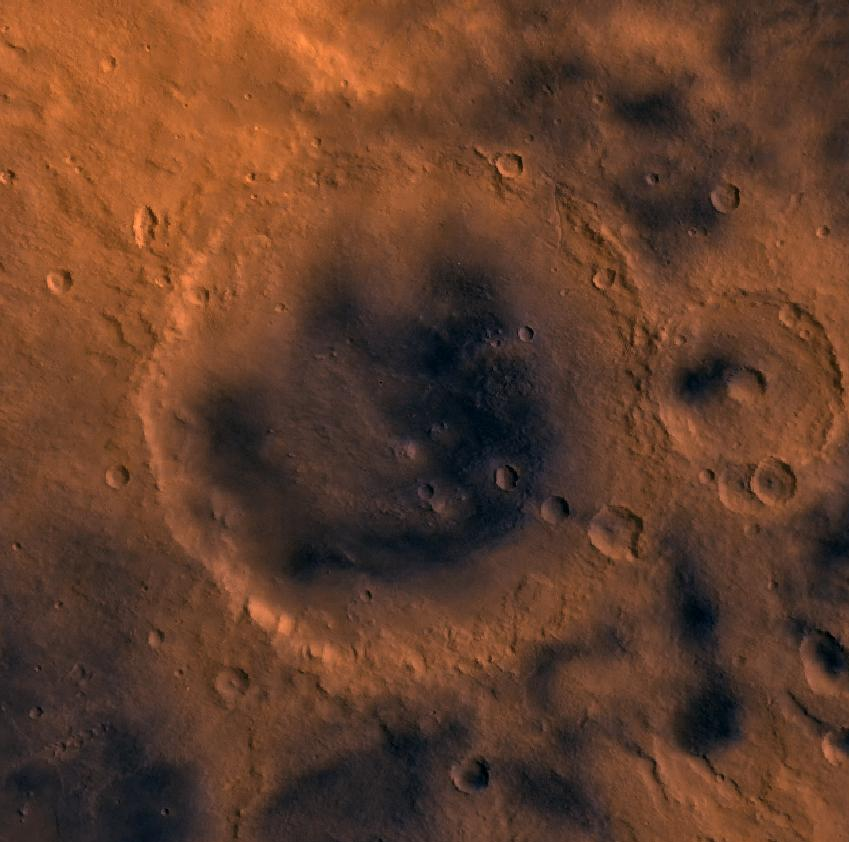
Photographie de Baldet.

Baldet est un cratère d'impact de 180 km de diamètre situé sur Mars dans le quadrangle de Syrtis Major par 22,7° N et 65,4° E, oblitérant partiellement le cratère Antoniadi dans la région de Terra Sabaea.